# Herry
Herry is een gemeente in het Franse departement Cher (regio Centre-Val de Loire). De plaats maakt deel uit van het arrondissement Bourges. Herry telde op 1 januari 2022 959 inwoners.

## Geografie
De oppervlakte van Herry bedraagt 49,87 km², de bevolkingsdichtheid is 19 inwoners per km² (per 1 januari 2019).
De onderstaande kaart toont de ligging van Herry met de belangrijkste infrastructuur en aangrenzende gemeenten.

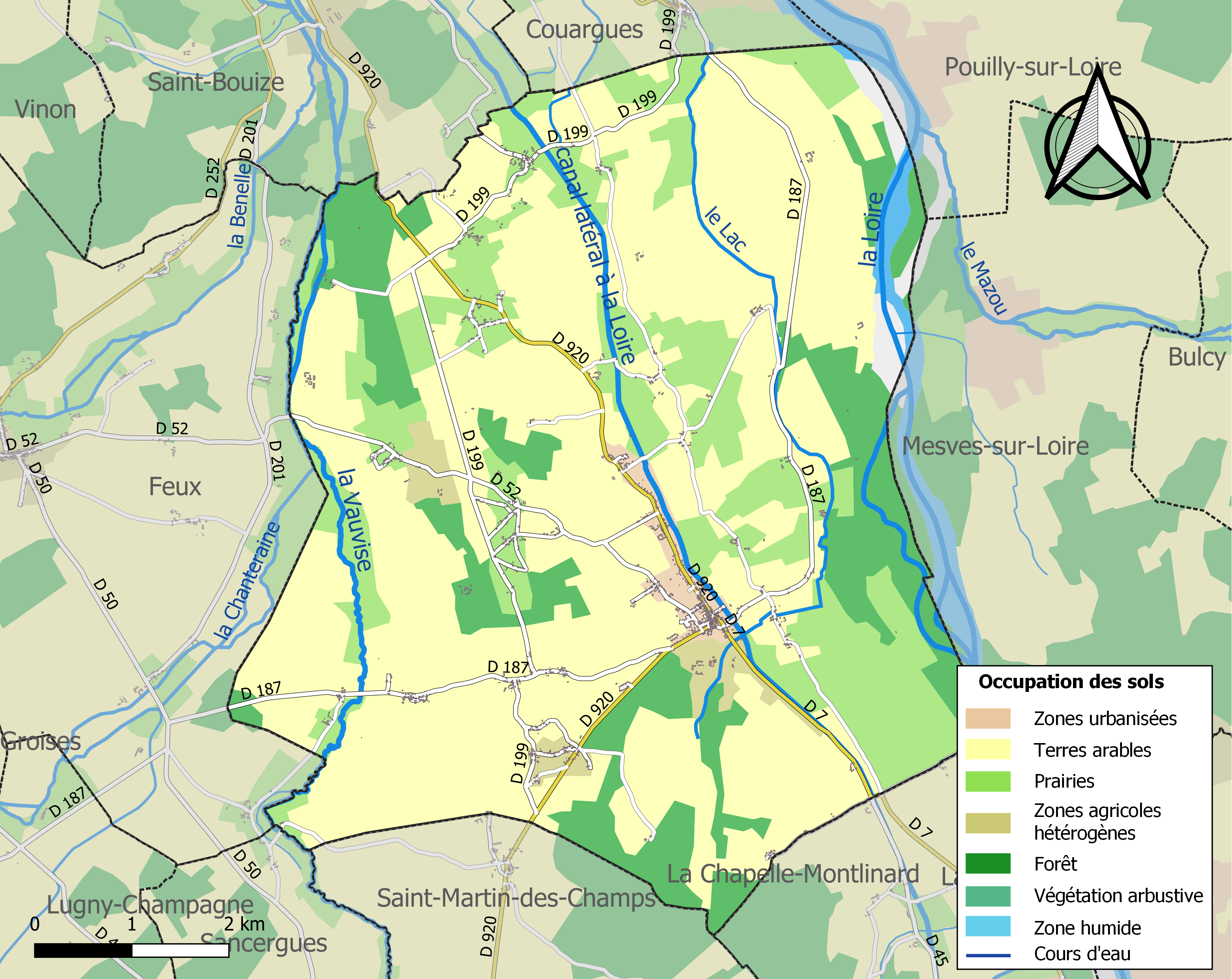

## Demografie
Onderstaande figuur toont het verloop van het inwonertal (bron: INSEE-tellingen).